# Козловка (Атяшевський район)
Козло́вка (рос. Козловка, ерз. Козловка) — село у складі Атяшевського району Мордовії, Росія. Входить до складу Козловського сільського поселення.
У селі народився Герой Радянського Союзу Здунов Василь Федорович (1924-1998).

## Населення
Населення — 413 осіб (2010; 503 у 2002).
Національний склад (станом на 2002 рік):
- ерзяни — 71 %
- росіяни — 27 %